# Estádio Nándor Hidegkuti
O Estádio Nándor Hidegkuti é um estádio multi-uso localizado em Budapeste, na Hungria. É a casa do time de futebol MTK Hungária FC.

Inaugurado em 1912, tem capacidade para 12.700 torcedores.

O nome é uma homenagem ao principal jogador de futebol da história do clube, Nándor Hidegkuti.

## Ligações Externas
- Google Maps - Foto por Satélite